# Partido Conservador Irlandés
El Partido Conservador Irlandés (nombre original: Irish Conservative Party), a menudo señalado como los tories irlandeses, fue uno de los partidos políticos dominantes en la Irlanda del siglo XIX. 

## Historia
A lo largo de gran parte del siglo se disputó la primacía electoral con el Partido Liberal Irlandés entre los votantes de la provincia de Irlanda incluida en el Reino Unido de Gran Bretaña e Irlanda, con otros partidos, tales como los movimientos de Daniel O'Connell o más tarde el Partido Independiente Irlandés, relegados al tercer puesto.
En fecha tan tardía como 1859, el Partido Conservador Irlandés aún ganaba, en las elecciones generales, el mayor número de escaños para el parlamento de Westminster en Irlanda. En la década de 1840, el partido apoyó el llamamiento de Daniel O'Connell contra el Acta de Unión, en la creencia de que un parlamento irlandés ofrecería mejores oportunidades para defender los intereses protestantes. Muchos veían al Partido como sucesor de William Molyneux y su panfleto de 1698, The Case of Ireland's being Bound by Acts of Parliament in England, Stated., en el que se cuestionaba el derecho del Parlamento británico de legislar para la provincia de Irlanda, dado que ésta tenía sus propias asambleas representativas.
Aunque alineados con el Partido Conservador en el Reino Unido, los conservadores irlandeses tomaron posiciones independientes en muchos aspectos, un hecho facilitado porque no existía una rígida disciplina de voto en la Cámara de los Comunes británica.
Tras las sucesivas reformas en el derecho al voto, especialmente la Irish Reform Act de 1868 y la Secret Ballot Act de 1872, que aumentaron el número de electores católicos nacionalistas, unido al triunfo electoral del Partido Parlamentario Irlandés de Charles Stewart Parnell y la aparición del Partido Liberal Unionista y la Alianza Unionista Irlandesa, todos compitiendo por el electorado natural del Partido Conservador, éste ya no era a finales del siglo XIX una fuerza electoral de importancia. En 1912 se fundió con el Partido Liberal Unionista, formando el denominado Partido Unionista que sobrevivió hasta 1925.
Como miembros más destacados cabe destacar a Isaac Butt y al reverendo Charles Boyton.